# Strahlkopf
Le Strahlkopf est une montagne qui s’élève à 2 388 m d’altitude dans les Alpes d'Allgäu, en Autriche.